# 江刺りんご
江刺りんご（えさしりんご）は、岩手県奥州市江刺のリンゴのブランドの一つ。  
正しい表記は「江刺りんご」であり、「江刺リンゴ」「江刺林檎」は間違い。

## 特徴
江刺は昼と夜の温度差が大きく、石灰とリン酸分の多い土壌が広がっている。この環境を生かし、わい化栽培を進めて果実袋を付けずに生産が可能になった。色づきが良く、糖度が高く甘さと酸味のほどよくマッチしたコクのある味わいである。江刺りんごは販売ブランドであり、品種ではない。品種としてはジョナゴールド、サンふじ、シナノゴールド等が栽培されている。2010年（平成22年）には新品種「紅ロマン（べにろまん）」を誕生させた。
江刺りんごの花はゴールデンウィークの頃に開花する。開花後、ミツバチの他マメコバチ,人工で受粉を行う。5月下旬頃、摘果作業を行う。これは、同じりんごの名産地として知られる長野県や青森県と比較して日照時間が短く、収穫量の見込みが少ないためである。8月のお盆明け頃に摘葉作業と玉まわし作業を行い、りんごの色づき具合（赤色）を良くする。他の地域では6月頃にりんごに果物袋を被せる（害虫や傷防止のため）が、江刺りんごでは一切袋を被せない。10月頃を目途に出荷され始める。
江刺りんごの等級は5つあり、「特選→特秀→秀→○秀→特」の順となっている。特選に選ばれるのは全収穫高の1％に過ぎず、1箱（10kg。28個入り）で100万円以上の値がせりで付く事もある。糖度は13～14度と他のブランド（11～12度）に比べて高めで、そのまま食べられる他、リンゴジュースやゼリーとして食されることもある。
「江刺りんご」とは、岩手江刺農業協同組合（JA江刺）が地域団体商標に登録している商標であり地域ブランドである（2007年6月29日出願、2008年1月12日登録。cf. 地域団体商標の一覧#登録商標の一覧）。同農協の選果施設において色・大きさ・形・糖度などを一定の基準で選果した良品だけにその名が与えられる。「江刺りんご」のロゴ付きか、「JA江刺」と印字されている箱・袋などに収めて販売しているものが正規品である。同農協に出荷しているりんご生産者であっても、許可なく産地直送販売している品や個人販売している品は生産者等が独自の基準で選果したものであり、商標「江刺りんご」の使用は許されていない。
また2017年10月27日には地理的表示保護制度に登録申請されたが、登録はされていない。

## 歴史
1927年（昭和2年）頃から栽培されていたと言われるが、当時は小規模に過ぎなかった。しかし、1963年（昭和38年）にバナナの輸入自由化（バナナ#日本における歴史参照）によってバナナの消費量が増えた事により、1968年（昭和43年）頃からりんごの価格が大暴落（「国光」,「紅玉」など）し、栽培面積も減少の一途を辿った。
そこで、1971年（昭和46年）に「江刺市りんご同好会」が誕生した。同好会のメンバーはわい化栽培（接ぎ木した穂木の成長を抑える性質を持った「わい性台木」を利用して、木の高さを低く抑えて栽培する技術）によるりんご栽培を進め、大規模りんご園を開設できるように準備を進めた。2年後の1973年（昭和48年）に同好会のメンバーが中心となって「小倉沢りんご生産組合」が設立された。同年に農林省による全国5カ所に指定された「りんごわい化栽培モデル園設置事業」のモデル地区に選ばれ、本格的なわい化栽培がはじまった。

## 産地
岩手県奥州市江刺のみであるが「平場・中間・山手」と標高差によって産地を分けており、この地帯別に品種を分けたり、リレー出荷を行っていたりしている。